# Gaëtan Belaud
Pour les articles homonymes, voir Belaud.
Gaëtan Belaud est un footballeur français né à Oloron-Sainte-Marie (Pyrénées-Atlantiques) le 16 septembre 1986. Il évolue au poste de défenseur latéral droit avec le FC Oloron Béarn. Il termine sa carrière au FC Oloron Béarn à l’âge de 38 ans. 

## Biographie

### Formation et débuts en National
Gaetan Belaud débute le football au sein du club de sa ville natale, le FC Oloron. Belaud reçoit d'ailleurs la médaille de la ville en 2018.
Belaud rejoint ensuite les équipes de jeunes du Pau FC. Belaud est alors élève au lycée Saint-John Perse de Pau. Mis à l'essai par les Chamois niortais lors d'un match amical face à Guingamp, il convainc finalement le club breton et intègre le centre de formation de l'En avant Guingamp en 2004, où il côtoie Laurent Koscielny et Richard Soumah. Il fait une bonne saison avec les 18 ans Nationaux et atteint les quarts de finale de la Coupe Gambardella. Parallèlement, il obtient un bac ES. Il n'est pas conservé en 2005 et quitte le club.
Il rebondit au Stade lamballais, où il est remarqué en novembre 2005 lors d'un match de Coupe de France face au Stade lavallois, qui lui fait signer son premier contrat professionnel l'été suivant.
Joueur offensif, il peut évoluer au milieu de terrain ou en attaque. Lors de la saison 2007-2008 il est élu joueur de l'année par les supporters lavallois. Arrivé en fin de contrat en 2008, Gaëtan Belaud s'engage au Tours FC qui le prête immédiatement à Rodez pour la saison 2008-2009.

### Débuts en Ligue 2 avec Tours
De retour de prêt à Tours pour la saison 2009-2010, il apparaît pour la première fois en Ligue 2 contre son ancien club du Stade lavallois (0-1) en rentrant à la place de Clément Fabre à la 46e minute. Le 25 septembre 2009, il marque son premier but avec Tours pour le compte de la 8e journée de Ligue 2 contre Ajaccio (2-2) à la 84e minute seulement quatre minutes après son entrée en jeu à la place de Youssouf Touré.

### Pilier à Laval et Brest
À l'intersaison 2010, il retourne dans son ancien club de Laval. Sur souhait de son entraineur, Philippe Hinschberger, il se reconvertit au poste de latéral droit avec succès. Il est titulaire indiscutable à ce poste et dispute 113 matchs de championnat lors de quatre saisons pendant lesquelles le club se maintient en Ligue 2.
En fin de contrat avec Laval, il décline la proposition du club et s'engage avec Luzenac dès l'ouverture du mercato estival 2014, mais son contrat n'est finalement pas homologué lorsque Luzenac n'est pas autorisé à accéder en Ligue 2. Il reste donc libre et s'engage avec le Stade brestois à la mi-août 2014. Il devient immédiatement titulaire au poste de latéral droit et réalise un excellent début de saison 2014-2015. Lors de la saison 2015-2016 il fait partie de l'équipe type de L2 de France Football.
Lors de ses six saisons avec le Club de Brest, Gaëtan Belaud s'est montré performant devenant ainsi le capitaine de l'équipe. De 2016 à 2020, il est l'un des délégués syndicaux de l'UNFP au sein du Stade brestois,,. Son but face à Lorient en octobre 2018 lui vaut d'être nommé pour le trophée UNFP du but de l'année. À l'issue de la saison 2018-2019 le club est promu en Ligue 1. Pour la première fois de sa carrière il jouera dans le championnat d'élite français et ce à l'âge de 33 ans.
En janvier 2020, le magazine France Football le désigne dans l'équipe type de la décennie du Stade brestois.  
En fin de contrat le 30 juin 2020, Gaëtan Belaud quitte le club après de longues années de service, et rejoint le Paris FC pour une durée de deux saisons.

## Carrière
| Saison                | Club                  | Championnat           | Championnat | Championnat | Coupe nationale | Coupe nationale | Coupe de la Ligue | Coupe de la Ligue | Total | Total |
| Saison                | Club                  | Division              | M.          | B.          | M.              | B.              | M.                | B.                | M.    | B.    |
| 2006-2007             | Stade lavallois       | National              | 23          | 0           | 2               | 0               | -                 | -                 | 25    | 0     |
| 2007-2008             | Stade lavallois       | National              | 36          | 9           | 3               | 1               | 3                 | 1                 | 42    | 11    |
| Sous-total            | Sous-total            | Sous-total            | 59          | 9           | 5               | 1               | 3                 | 1                 | 67    | 11    |
| 2008-2009             | Rodez AF (prêt)       | National              | 29          | 4           | 6               | 0               | -                 | -                 | 35    | 4     |
| Sous-total            | Sous-total            | Sous-total            | 29          | 4           | 6               | 0               | -                 | -                 | 35    | 4     |
| 2009-2010             | Tours FC              | Ligue 2               | 16          | 3           | 1               | 1               | -                 | -                 | 17    | 4     |
| Sous-total            | Sous-total            | Sous-total            | 16          | 3           | 1               | 1               | -                 | -                 | 17    | 4     |
| 2010-2011             | Stade lavallois       | Ligue 2               | 29          | 0           | 2               | 0               | 1                 | 0                 | 32    | 0     |
| 2011-2012             | Stade lavallois       | Ligue 2               | 24          | 0           | 2               | 0               | 1                 | 0                 | 27    | 0     |
| 2012-2013             | Stade lavallois       | Ligue 2               | 33          | 0           | 1               | 0               | 1                 | 0                 | 35    | 0     |
| 2013-2014             | Stade lavallois       | Ligue 2               | 27          | 0           | 2               | 0               | 1                 | 0                 | 30    | 0     |
| Sous-total            | Sous-total            | Sous-total            | 113         | 0           | 7               | 0               | 4                 | 0                 | 124   | 0     |
| 2014-2015             | Stade brestois 29     | Ligue 2               | 25          | 0           | 3               | 0               | -                 | -                 | 28    | 0     |
| 2015-2016             | Stade brestois 29     | Ligue 2               | 29          | 0           | -               | -               | 1                 | 0                 | 30    | 0     |
| 2016-2017             | Stade brestois 29     | Ligue 2               | 29          | 0           | 2               | 0               | 2                 | 0                 | 33    | 0     |
| 2017-2018             | Stade brestois 29     | Ligue 2               | 29          | 0           | 1               | 0               | -                 | -                 | 30    | 0     |
| 2018-2019             | Stade brestois 29     | Ligue 2               | 30          | 1           | 2               | 1               | -                 | -                 | 32    | 2     |
| 2019-2020             | Stade brestois 29     | Ligue 1               | 7           | 0           | -               | -               | 3                 | 0                 | 10    | 0     |
| Sous-total            | Sous-total            | Sous-total            | 149         | 1           | 8               | 1               | 6                 | 0                 | 163   | 2     |
| 2020-2021             | Paris FC              | Ligue 2               | 24+1        | 0           | 0               | 0               | -                 | -                 | 25    | 0     |
| Sous-total            | Sous-total            | Sous-total            | 25          | 0           | 0               | 0               | -                 | -                 | 25    | 0     |
| Total sur la carrière | Total sur la carrière | Total sur la carrière | 391         | 17          | 26              | 3               | 13                | 1                 | 430   | 21    |